# Бранислав Секулич
Бранислав Секулич (на сърбохърватски: Branislav Sekulić / Бpaнислав Ceкулић) е югославски футболист, нападател.

## Кариера
Бранислав Секулич играе 7 години за СК Югославия, след което отива да играе във Франция през следващите два сезона, за Монпелие и Клуб Франсе. Кариерата на Секулич продължава в Швейцария, където е играч на Грасхопър и Урания. През последните две години от кариерата си играе у дома, в клубовете СК Югославия и Единство. През 1937 г. завършва кариерата си като футболист.

### Национален отбор
От 1925 до 1936 г., Секулич постоянно играе за националния отбор. През този период той изиграва 17 мача и вкарва 8 гола. Той участва в 2 мача на първата Световна купа.